# Куотермасс 2
«Куотермасс 2» (англ. Quatermass 2) или «Враг из космоса» (англ. Enemy From Space) — кинофильм режиссёра Вэла Геста, вышедший на экраны в 1957 году. Фильм основан на одноименном телесериале (Quatermass II), показанном на канале BBC Television в 1955 году. Лента является вторым полнометражным фильмом о приключениях профессора Куотермасса и входит в серию классических фильмов ужасов, снятых британской студией Hammer. Фильм включен Стивеном Кингом в список наиболее значимых произведений жанра с 1950 по 1980 год.

## Сюжет
Сотрудники британской радиолокационной станции обнаруживают на своих мониторах странные объекты, медленно падающие на Землю из космоса. Потоки этих объектов наблюдаются несколько ночей подряд, поэтому они решают сообщить об этом своему начальнику — профессору Куотермассу. Оценки показывают, что место падения объектов находится примерно в 150 км от станции. Куотермасс со своим ассистентом Маршем отправляется туда и обнаруживает запретную зону, на которой располагается странный завод. Поблизости от него они находят один из упавших объектов. Когда Марш берет его в руки, чтобы рассмотреть, из предмета вырываются клубы пара и оставляют на лице человека необычный ожог. Тем временем Куотермасса и его спутника окружает охрана завода, которая забирает Марша с собой, а профессора грубо выпроваживает из зоны. Куотермасс решает выяснить, что здесь происходит, и обращается за помощью к старому знакомому инспектору Ломаксу.

## В ролях
- Брайан Донлеви — профессор Бернард Куотермасс
- Джон Лонгден — инспектор Ломакс
- Сидни Джеймс — Джимми Холл
- Брайан Форбс — Марш
- Уильям Франклин — Брэнд
- Вера Дэй — Шейла
- Чарльз Ллойд Пэк — Доусон
- Том Чатто — Винсент Броудхед